# Bringing It All Back Home
Bringing It All Back Home este al cincilea album de studio al cântărețului Bob Dylan lansat în martie 1965 de către Columbia Records.
Albumul este împărțit într-o parte electrică și una acustică. Pe prima parte a LP-ului, Dylan este acompaniat de o trupă electrică de rock and roll. Pe partea a doua a discului, cea acustică, Dylan se înstrăinează de cântecele de protest cu care se identificase în ultimul timp versurile sale trimițând spre abstract și personal. 
Albumul a ajuns până pe locul 6 în topul Billboard al albumelor pop fiind primul al artistului care pătrunde în primele zece locuri în State. Piesa de rezistență, „Subterranean Homesick Blues”, a devenit primul single al lui Dylan care va pătrunde în topurile din SUA, clasându-se pe locul 39.

## Lista pieselor
1. „Subterranean Homesick Blues” (2:21)
2. „She Belongs to Me” (2:47)
3. „Maggie's Farm” (3:54)
4. „Love Minus Zero/No Limit” (2:51)
5. „Outlaw Blues” (3:05)
6. „On The Road Again” (2:35)
7. „Bob Dylan's 115th Dream” (6:30)
8. „Mr. Tambourine Man” (5:30)
9. „Gates of Eden” (5:40)
10. „It's Alright, Ma (I'm Only Bleeding)” (7:29)
11. „It's All Over Now Baby Blue” (4:12)

- Toate cântecele au fost scrise de Bob Dylan

## Discuri single
- „Subterranean Homesick Blues” (1965)
- „Maggie's Farm” (1965)
- „Gates of Eden” (1965)